# جون إس. غالاغير
جون إس. غالاغير هو سياسي كندي، ولد في 24 أبريل 1839 في ريدو ليكس في كندا، وتوفي في 17 يونيو 1920 في كندا. حزبياً، نشط في حزب أونتاريو المحافظ التقدمي. وقد انتخب عضو برلمان مقاطعة أونتاريو.